# Copa Internacional Ciudad de Pasto
La Primera Copa Internacional Ciudad de Pasto fue un torneo amistoso realizado entre el 20 y el 22 de enero de 2012 en la ciudad de Pasto. En el torneo participaron los equipos colombianos Deportivo Pasto (equipo organizador) y Deportivo Cali y los ecuatorianos Deportivo Olmedo y Manta F.C. El campeón fue el equipo local tras vencer a Deportivo Cali por la mínima diferencia. También se reportó 6 jugadores expulsados: 2 de Olmedo, 2 de Manta, 1 de Deportivo Cali, y 1 de Deportivo Pasto.

## Participantes
| Deportivo Cali | Manta F.C.   | Deportivo Pasto | Olmedo       |
| Subcampeón     | Tercer lugar | Campeón         | Tercer lugar |
| -------------- | ------------ | --------------- | ------------ |

## Resultados
- Los horarios corresponden a la hora de Colombia (UTC-5)

### Semifinales
| 20 de enero de 2011, 19:00 | Deportivo Cali | 2:1     | Manta   | Estadio Departamental Libertad, San Juan de Pasto |  |
|                            | Amaya · Mera   | Reporte | Márquez |                                                   |  |

| 20 de enero de 2011, 21:00 | Deportivo Pasto        | 2:1     | Olmedo       | Estadio Departamental Libertad, San Juan de Pasto |  |
|                            | Mina 28' · Galeano 80' | Reporte | Sandoval 16' |                                                   |  |

### Tercer puesto
| 22 de enero de 2011, 14:00 | Manta | 0:0 | Olmedo | Estadio Departamental Libertad, San Juan de Pasto |  |

### Final
| 22 de enero de 2011, 16:00 | Deportivo Pasto   | 1:0     | Deportivo Cali | Estadio Departamental Libertad, San Juan de Pasto |                             |
|                            | Zapata 28' (pen.) | Reporte |                | Árbitro(s): Norberto Ararat                       | Árbitro(s): Norberto Ararat |

|                         |
| Campeón Deportivo Pasto |
| Primer título           |